# Матильда Сеньє
Мати́льда Сеньє́ (фр. Mathilde Seigner; нар. 17 січня 1968, Париж, Франція) — французька акторка.

## Біографія
Матильда Сеньє народилася 17 січня 1968 року в Парижі (Франція), в сім'ї відомого фотографа і журналістки. Її дід, Луї Сеньє — відомий французький актор «Комеді Франсез» та кіноактор. Її старша сестра Еммануель — акторка, молодша сестра Марі-Амелі — співачка; тітка Франсуаза Сеньє — знаменита театральна акторка і режисерка. Також вона своячка режисера Романа Полянського, чоловіка сестри Еммануель.
Після навчання на Курсах Флоран Матильда Сеньє дебютувала у 1994 році в кіно, зігравши маленьку роль у фільмі Клода Міллера «Посмішка». Помітили акторку після участі у другій стрічці, «Розіна» (1995), за яку вона отримала Приз Мішеля Симона за найкращу жіночу роль. За роль другого плану — артистки вар'єте — у «Сухому прибиранні» (1997) акторка удостоїлася номінації на премію «Сезар». Знову Матильду Сеньє включили у список претенденток на «Сезара» за роль косметички у фільмі Тоні Маршалл «Салон краси „Венера“» (1999). За цю роль вона отримала 1999 році Приз Ромі Шнайдер. У тому ж році Сеньє знялася у стрічці Рауля Руїза «Набутий час», де головні ролі зіграли Катрін Денев, Джон Малкович і Еммануель Беар.
У 2000 році одним з лідерів французького прокату (1 966 496 глядачів) став фільм «Гаррі — друг, який бажає вам добра» режисера Домініка Молля, у якому Матильда Сеньє зіграла одну з провідних ролей і втретє була номінована на «Сезара».
Окрім роботи в кіно Матильда Сеньє виступає на театральній сцені та знімається на телебаченні. Серед її театральних робіт — ролі у постановках за творами Мольєра («Витівки Скапена», «Скупий», «Лікар мимоволі» та ін.), Мюссе («Настрої Маріанни»), Антона Чехова («Дядя Ваня»), Жана Кокто («Лицарі Круглого Столу») та ін.

## Особисте життя
10 серпня 2007 року Матильда Сеньє народила сина Луї від кінооператора Метью Петі (фр. Mathieu Petit).

## Фільмографія
| Рік       |    | Українська назва                       | Оригінальна назва                                          | Роль                                                              |
| --------- | -- | -------------------------------------- | ---------------------------------------------------------- | ----------------------------------------------------------------- |
| 1994      | ф  | Посмішка                               | Le sourire                                                 | Тутутт                                                            |
| 1994      | ф  | Розіна                                 | Rosine                                                     | Марі                                                              |
| 1994      | с  | 3000 сценаріїв проти вірусу            | 3000 scénarios contre un virus                             |                                                                   |
| 1994      | кф | Бульвар МакДональд                     | Boulevard Mac Donald                                       |                                                                   |
| 1995      | кф | Мені дуже подобається те, що ви робите | J'aime beaucoup ce que vous faites                         |                                                                   |
| 1996      | ф  | Щоденник юного засранця                | Mémoires d'un jeune con                                    | Наталі                                                            |
| 1996      | тф | Ісландський рибалка                    | Pêcheur d'Islande                                          | Ґу                                                                |
| 1996      | тф | Буржуазна відпустка                    | Vacances bougeoises                                        | Мелані                                                            |
| 1996—1998 | с  | Майор Нерваль                          | Commandant Nerval                                          | Наталі Жюст                                                       |
| 1996      | ф  | Китайський портрет                     | Portraits chinois                                          | Фанні                                                             |
| 1996      | тф | Шлюб по коханню                        | Mariage d'amour                                            | Надін                                                             |
| 1997      | тф | Якби я міг тебе забути, Сараєво        | Si je t'oublie Sarajevo                                    | Лейла                                                             |
| 1997      | тф | Жорж Данден Мольєра                    | Georges Dandin de Molière                                  | Анжеліка                                                          |
| 1997      | ф  | Сухе прибирання                        | Nettoyage à sec                                            | Мерилін                                                           |
| 1997      | ф  | Хай живе республіка!                   | Vive la république                                         | Корінна                                                           |
| 1997      | тф | Чоловік, якого я люблю                 | L'homme que j'aime                                         | Ліз                                                               |
| 1997      | ф  | Франко-російський словник              | Francorusse                                                | Софі, серійна вбивця                                              |
| 1998      | ф  | Салон краси «Венера»                   | Vénus beauté (institut)                                    | Саманта                                                           |
| 1998      | кф | Сімейне різдво                         | Noël en famille                                            |                                                                   |
| 1999      | ф  | Улюблена теща                          | Belle maman                                                | Северін                                                           |
| 1999      | ф  | Набутий час                            | Le Temps retrouvé                                          | Селеста                                                           |
| 1999      | ф  | Синява міст                            | Le bleu des villes                                         | Мілена                                                            |
| 1999      | тф | Кімната чарівниць                      | La chambre des magiciennes                                 | Одетта                                                            |
| 2000      | ф  | Гаррі — друг, який бажає вам добра     | Harry, un ami qui vous veut du bien                        | Клер                                                              |
| 2000      | ф  | Серце у праці                          | Le coeur à l'ouvrage                                       | Хлоя                                                              |
| 2000      | ф  | Зло усіх жінок                         | Le mal des femmes                                          |                                                                   |
| 2001—2005 | с  | Розслідування Елоїзи Ром               | Les enquêtes d'Éloïse Rome                                 | Ірен                                                              |
| 2001      | ф  | Молоко людської ніжності               | Le lait de la tendresse humaine                            | Жозіана                                                           |
| 2001      | ф  | Викрадення для Бетті Фішер             | Betty Fisher et autres histoires                           | Кароль Новацьки                                                   |
| 2001      | ф  | Дівчина з Парижа                       | Une hirondelle a fait le printemps                         | Сандрін Думез                                                     |
| 2001      | ф  | Хай живе неділя                        | Inch'Allah dimanche                                        | медемуазкль Брія                                                  |
| 2002      | тф | Мадам Сан-Жене                         | Madame Sans-Gêne                                           | Катрін «мадам Сен-Жене» Лефевр, герцогиня Данцига, маршал Франції |
| 2003      | ф  | Трістан                                | Tristan                                                    | Емануель Барсак                                                   |
| 2004      | ф  | Весілля                                | Mariages!                                                  | Валентина                                                         |
| 2004      | ф  | Людський жанр — частина 1: Парижани    | Le genre humain — 1ère partie: Les Parisiens               | Клементіна / Анна                                                 |
| 2005      | ф  | Усе, щоб сподобатися                   | Tout pour plaire                                           | Жульєтт Фішер                                                     |
| 2005      | ф  | Сміливість кохати                      | Le Courage d'aimer                                         | Клементіна / Анна                                                 |
| 2005      | ф  | Королівський палац!                    | Palais royal!                                              | Лоренс                                                            |
| 2006      | ф  | Кемпінг                                | Camping                                                    | Софі Катіно                                                       |
| 2006      | ф  | Літній пасажир                         | Le passager de l'été                                       | Анжель                                                            |
| 2007      | ф  | Вільна країна                          | Zone libre                                                 | донька                                                            |
| 2007      | ф  | Танцюй з ним                           | Danse avec lui                                             | Олександра                                                        |
| 2007      | ф  | Троє друзів                            | 3 amis                                                     | Клер                                                              |
| 2007      | ф  | Воно того не варте                     | Détrompez-vous                                             | Ліза                                                              |
| 2009      | ф  | Хочу тобі дещо сказати                 | Quelque chose à te dire                                    | Аліса Сельє                                                       |
| 2009      | ф  | Кожні два тижні                        | Une semaine sur deux (et la moitié des vacances scolaires) | Маржорі                                                           |
| 2009      | ф  | Трезор                                 | Trésor                                                     | Наталі                                                            |
| 2010      | ф  | Кемпінг 2                              | Camping 2                                                  | Софі Катіно                                                       |
| 2011      | ф  | Війна ґудзиків                         | La guerre des boutons                                      | мати Лебрака                                                      |
| 2011      | ф  | У замішанні                            | Dans la tourmente                                          | Елен                                                              |
| 2012      | ф  | Маман                                  | Maman                                                      | Сандрін                                                           |
| 2012      | ф  | Боулінг                                | Bowling                                                    | Матильда                                                          |
| 2012      | тф | Головлікар у в'язниці Санте            | Médecin-chef à la Santé                                    | Северін Венсан                                                    |
| 2012      | ф  | Макс                                   | Max                                                        | Роза                                                              |
| 2014      | ф  | Лист моїх бажань                       | La liste de mes envies                                     | Жоселін Гірбетт                                                   |
| 2015      | ф  | Мама                                   | Une mère                                                   | Марі                                                              |
| 2015      | тф |                                        | Flic, tout simplement                                      | Мартіна Монтей                                                    |
| 2015      | ф  | У травні роби все, що тобі подобається | En mai, fais ce qu'il te plaît                             | Мадо                                                              |
| 2016      | с  | Сем                                    | Sam                                                        | Сем                                                               |
| 2016      | ф  | Повернення до матері                   | Retour chez ma mère                                        |                                                                   |
| 2017      | ф  | І сміх, і гріх                         | Coexister                                                  | Софі Деманш                                                       |
| 2017      | мф | Сахара                                 | Sahara                                                     | Рита                                                              |

## Визнання
| Кінофестиваль «Актори екрану»       |                                                               |                                    |           |  |  |
| 1995                                | Найкраща акторка                                              | Розіна                             | Перемога  |  |  |
| Премія «Сезар»                      |                                                               |                                    |           |  |  |
| 1998                                | Найкраща акторка другого плану                                | Сухе прибирання                    | Номінація |  |  |
| 2000                                | Найкраща акторка другого плану                                | Салон краси «Венера»               | Номінація |  |  |
| 2001                                | Найкраща акторка другого плану                                | Гаррі — друг, який бажає вам добра | Номінація |  |  |
|                                     |                                                               |                                    |           |  |  |
| 2001                                | Приз Ромі Шнайдер                                             | Приз Ромі Шнайдер                  | Перемога  |  |  |
| Міжнародний кінофестиваль у Локарно |                                                               |                                    |           |  |  |
| 1900                                | Спеціальна згадка (у складі акторського ансамблю)             | Молоко людської ніжності           | Перемога  |  |  |
| Монреальський кінофестиваль         |                                                               |                                    |           |  |  |
| 2002                                | Найкраща акторка (спільно з Сандрін Кіберлен і Ніколь Гарсія) | Викрадення для Бетті Фішер         | Перемога  |  |  |
| Кінофестиваль у Кабурі              |                                                               |                                    |           |  |  |
| 2002                                | Найкраща акторка                                              | Дівчина з Парижа                   | Перемога  |  |  |